# Admiral Tribuc (rušilec)
Admiral Tribuc (rusko Адмирал Трибуц) je raketni rušilec razreda Fregat Ruske vojne mornarice. Je del 36. divizije ladij Tihooceanske flote v Vladivostoku. Poimenovan je po admiralu Vladimirju Filipoviču Tribucu, poveljniku Baltske flote med obleganjem Leningrada. Njegov gredelj je bil položen 19. aprila 1980 v Ladjedelnici Ždanova, splavljen je bil 26. marca 1983, v uporabo pa je bil predan 30. decembra 1985. Razvoj projekta 1155 Fregat se je začel v Severnem projektno-konstruktorskem biroju leta 1972 pod vodstvom glavnih konstruktorjev Nikolaja Pavloviča Soboljeva in Vasilija Pavloviča Mišina.
Med leti 1994 in 2003 ter med 2012 in 2016 je bila ladja modernizirana v vladivostoški ladjedelnici Zvezda.
Leta 2021 je s križarko Varjag obiskala Indijo.
Februarja 2022 sta ladji vstopili v Sredozemsko morje. Julija so Admiral Tribuc, Varjag in vohunska ladja Vasilij Tatiščev postale prve ruske vojne ladje v Jadranskem morju po koncu hladne vojne. Konec julija je Admiral Tribuc deloval pri Šibeniku, Vasilij Tatiščev pri Palagruži, Varjag pri Draču, poleg tega pa je bila v bližini Otrantskih vrat tudi fregata Admiral Grigorovič. Ker je bila v tem času v Jadranskem morju tudi ameriška letalonosilka Truman, so se v medijih pojavila ugibanja, da ruske ladje simulirajo blokiranje ameriške letalonosilke v Jadransko morje. Oktobra sta ladji Sredozemsko morje zapustili in se novembra vrnili v Vladivostok.